# Hu Zhangbao
Hu Zhangbao (胡章保S, Hú ZhāngbǎoP; 5 aprile 1963) è un ex cestista cinese.

## Carriera
Con la Cina ha disputato i Giochi olimpici di Los Angeles 1984.